# 바운티풀 가는 길
《바운티풀 가는 길》(영어: The Trip to Bountiful)은 미국에서 제작된 피터 매스터슨 감독의 1985년 로드 드라마 영화이다. 제럴딘 페이지 등이 출연하였고, 스털링 밴왜거넌 등이 제작에 참여하였다.
1986년 제58회 아카데미상에서 페이지가 여우 주연상을 수상하고 호턴 푸트가 각색상 후보에 올랐다.

## 출연진
- 제럴딘 페이지
- 존 허드
- 칼린 글린
- 리처드 브래드퍼드
- 리베카 더모네이
- 케빈 쿠니

## 기타 제작진
- 라인 제작: 데니스 비숍
- 미술: 닐 스피색
- 의상: 게리 존스